# Streekhof
Winkelcentrum Streekhof is een overdekt winkelcentrum gelegen in Bovenkarspel, gemeente Stede Broec, provincie Noord-Holland. Het opende zijn deuren op 19 maart 1986 en fungeert sindsdien als regionaal winkelcentrum voor de regio West-Friesland.

## Geschiedenis
De ontwikkeling van het Streekhof begon begin jaren 1980, waarbij bestaande panden, waaronder stolpboerderijen langs de Hoofdstraat, werden gesloopt om plaats te maken voor het nieuwe winkelcentrum. Na jaren van planning en discussie werd het centrum officieel geopend door burgemeester J. Haanstra op 19 maart 1986. Lokale ondernemers uit Bovenkarspel en Grootebroek speelden een belangrijke rol bij de bouw van de eerste fase.
Vanwege het succes van het winkelcentrum volgden al snel uitbreidingen. Een belangrijk punt tijdens de tweede fase was het afsluiten van de oude doorgaande weg, de Hoofdstraat, wat in goed overleg werd opgelost. In 2002 werd de derde fase afgerond, waarbij onder andere een bibliotheek en appartementen aan de Stationslaan werden toegevoegd. De bibliotheek bevindt zich op de eerste verdieping en is met glazen loopbruggen verbonden met de overzijde.
Het Streekhof telt ongeveer 60 winkels, variërend van landelijke winkelketens tot kleinere speciaalzaken. Ook zijn er horecagelegenheden gevestigd. Iedere donderdag wordt er naast het winkelcentrum een weekmarkt gehouden op het Streekplein.
Het Streekhof maakt deel uit van een bredere gebiedsontwikkeling in het centrum van Stede Broec. Volgens de in 2022 vastgestelde Gebiedsvisie Streekhof Zuid streeft de gemeente naar een gemengd en toekomstbestendig dorpscentrum met ruimte voor winkels, woningen en maatschappelijke functies. Hierbij wordt ingezet op een betere samenhang tussen de noord- en zuidzijde van het gebied, verbetering van de openbare ruimte en versterking van de verblijfsfunctie.

## Bereikbaarheid
Het winkelcentrum is goed bereikbaar te voet en per fiets vanuit de omliggende woonwijken. Aan meerdere zijden van het centrum zijn fietsenstallingen beschikbaar. Voor bezoekers die met de auto komen, zijn er meerdere parkeerterreinen rondom het Streekhof. Parkeren is gratis.
Verder is het winkelcentrum bereikbaar per openbaar vervoer. Nabij het centrum ligt station Bovenkarspel-Grootebroek. Ook zijn er bushaltes in de omgeving met verbindingen naar omliggende dorpen en steden.

## Galerij

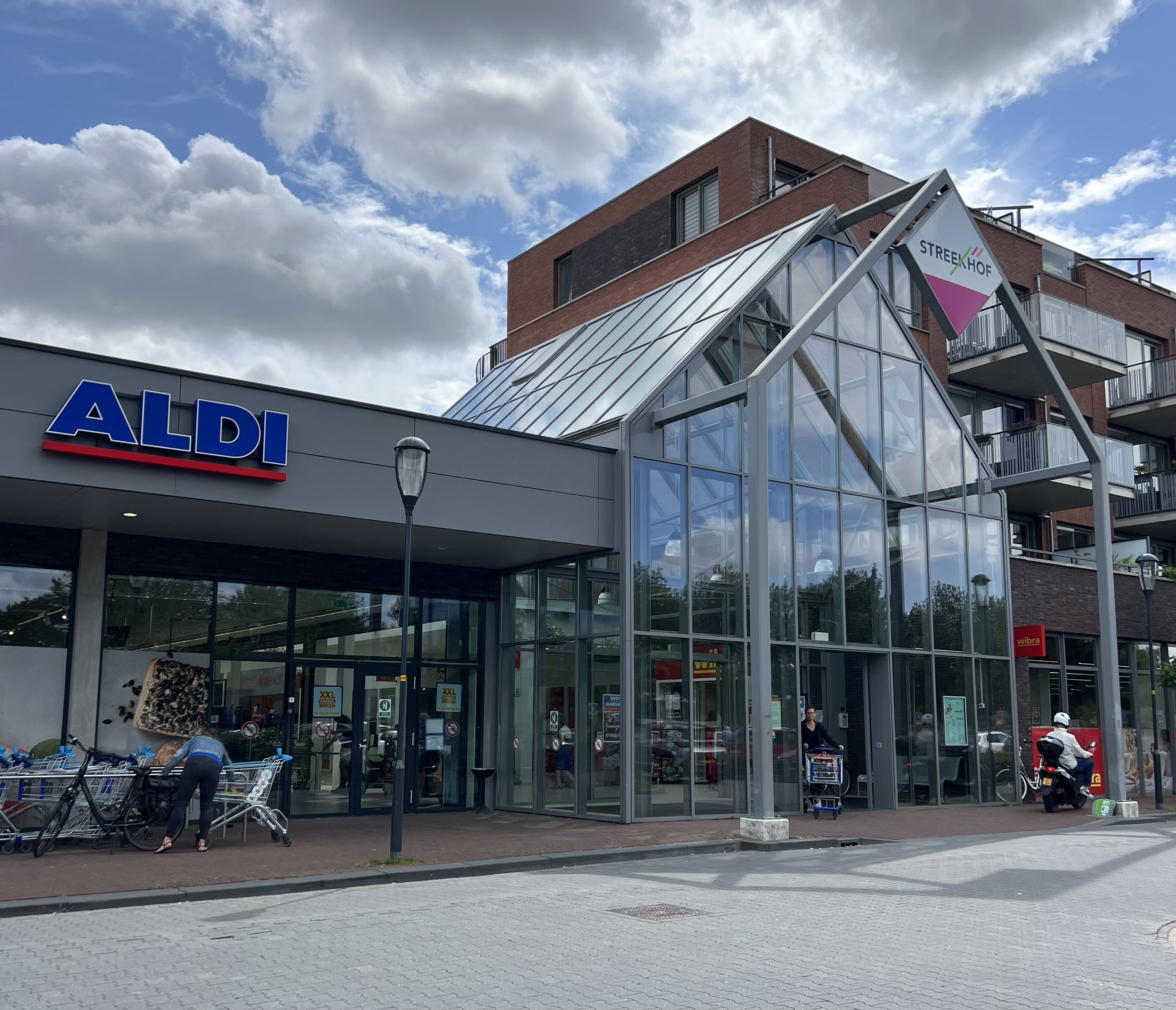
Nieuwe ingang West, gerealiseerd in fase 4
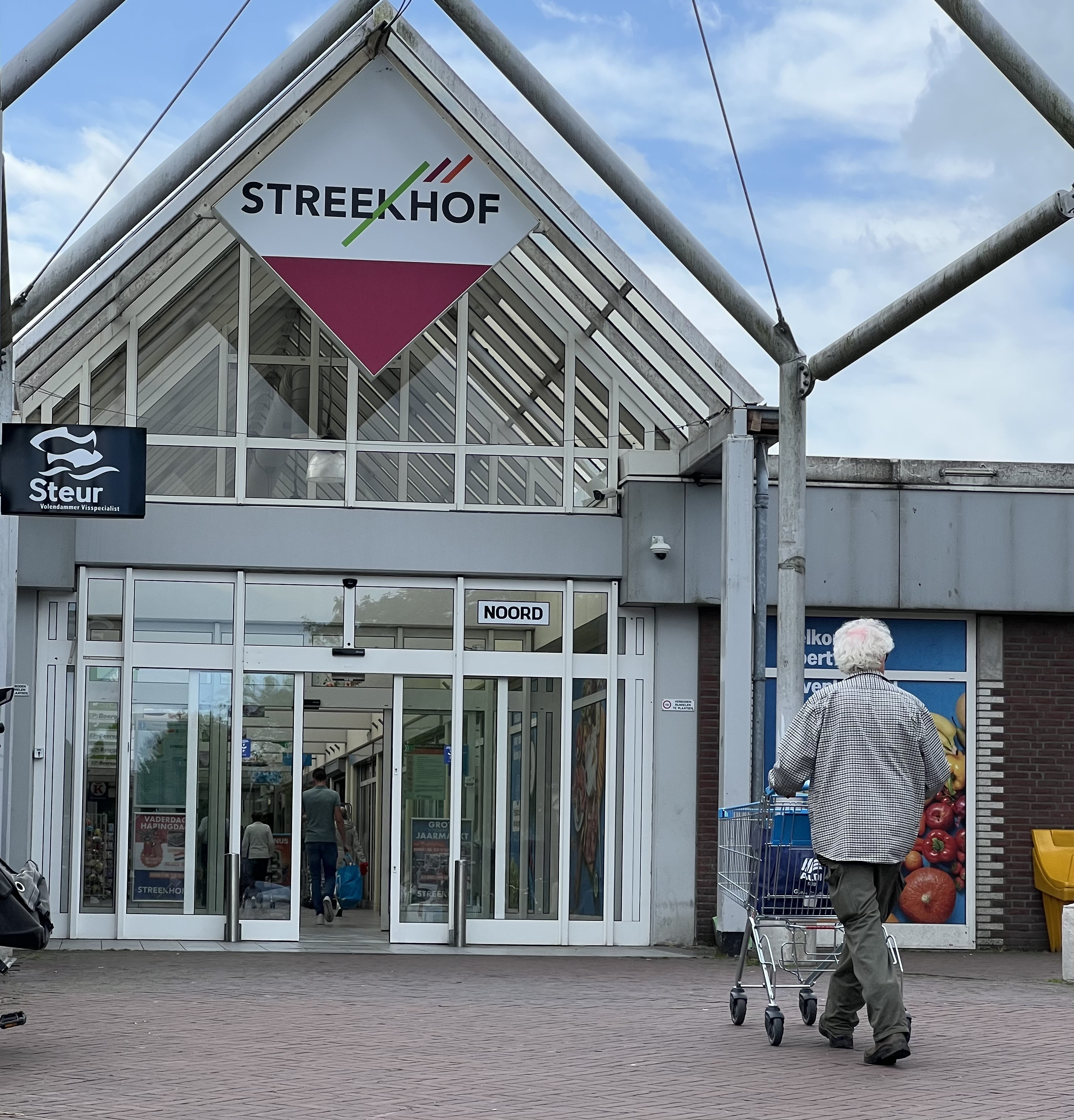
Ingang Noord